# 宋東璧
宋東璧（1603年—？），字拱元，號自章，又號啓明，山西安邑人，明朝政治人物、同進士出身。

## 生平
崇禎十二年（1639年）己卯科山西鄉試舉人，崇禎十三年（1640年）联捷庚辰科進士。崇禎十四年，接替吳翔鳳，擔任南直隶常州府宜興縣知縣，后由葉承光接任知縣。